# Иранская поддержка хуситов
Иран является ключевым сторонником движения хуситов в Йемене, оказывая военную, финансовую и логистическую поддержку, несмотря на то, что как Иран, так и хуситы годами отрицали масштабы этой помощи. Отношения восходят к 1990-м годам, когда лидеры хуситов получали религиозное обучение в Иране. К 2009 году Иран начал предлагать более прямую поддержку, и она усилилась после падения йеменского правительства в 2011 году. После захвата хуситами Саны в 2014 году иранская поддержка стала более явной, включая поставки современного оружия, военную подготовку и разведданные. Эта поддержка помогла хуситам укрепить их военный потенциал, включая использование сложных ракет и дронов, которые сыграли значительную роль в их продолжающемся конфликте с возглавляемыми Саудовской Аравией силами и с Израильем, а также в нарушении глобального морского торгового пути через пролив Баб-эль-Мандеб.
Стратегические выгоды для Ирана от поддержки хуситов значительны, особенно в плане противодействия саудовскому влиянию и продвижения своих региональных интересов. Иран использовал хуситов для дестабилизации региона и оказания давления на Саудовская Аравия, в том числе посредством атак на саудовские военные объекты и торговые суда в Красном море. Эта прокси-война позволяет Ирану бросать вызов Саудовской Аравии без прямого участия. В свою очередь, хуситы согласуются с идеологическими целями Ирана, продвигая сопротивление западному влиянию и поддерживая иранские интересы на более широком Ближнем Востоке.

## Предпосылки
Существуют косвенные доказательства, указывающие на неформальные отношения между Ираном и движением хуситов в 1990-х годах, поскольку члены семьи аль-Хуси, Бадр ад-Дин аль-Хуси и его сыновья, Хусейн аль-Хуси и Абдул-Малик аль-Хуси, получили религиозное образование в иранской исламской семинарии в Куме. До 2010 года иранские СМИ отрицали иранскую помощь хуситам и редко ссылались на военный и политический кризис в Йемене, хотя с конца ноября 2009 года они постепенно увеличили количество сообщений о саудовских атаках на йеменских шиитов, а иногда изображали это как атаки на весь шиитский мир. Это интерпретируется корпорацией RAND как попытка заручиться общественной поддержкой для будущей иранской помощи хуситам. По мнению некоторых экспертов, Иран «бесспорно оказывал хуситам некоторую поддержку, скорее всего, через своего ливанского прокси Хезболла, по крайней мере с середины 2000-х годов», другие утверждают, что официальное иранское влияние на хуситов началось в 2009 году, на заключительной фазе восстания хуситов против правительства Йемена, когда, по данным начальника контртеррористического ведомства Йемена, Иран обучал и вооружал боевиков-хуситов. До Арабской весны и падения йеменского правительства «йеменское государство было слабым, но функционирующим», и Ирану было слишком трудно проникнуть туда, но после 2011 года государство почти рухнуло, и барьеры, препятствующие проникновению Ирана, которые поддерживались признанным йеменским правительством, были устранены. Вновь открывшиеся контрабандные маршруты между Ираном и Йеменом значительно снизили затраты и риски, связанные с предоставлением Ираном материальной поддержки хуситам.
Между 2011 годом, когда началось восстание против правительства, и 2014 годом, когда правительство было свергнуто, иранская поддержка хуситов была довольно ограниченной. В сентябре 2014 года хуситы получили контроль над Саной, после чего они начали несколько шагов навстречу Ирану, освободив иранских заключенных, как из Хезболлы, так и из КСИР и объявив о прямых рейсах из Ирана в аэропорт Саны, причём каждый акт был выражением стремления хуситов к более крепким связям и дополнительной поддержке со стороны Ирана. Большинство экспертов согласны с тем, что Иран предоставил хуситам оружие в том же году. Развязав гражданскую войну с иранской помощью и продвинувшись до южного Йемена, хуситы продемонстрировали свою потенциальную ценность для Ирана. Хуситы рассматривают себя как часть «оси сопротивления», возглавляемой Ираном, и их идеология отражена в их лозунгах, призывающих к смерти Америки и Израиля, проклятию евреев и победе ислама.
Иранская поддержка хуситов сообщалась дипломатическими корреспондентами крупных новостных агентств и являлась заявленной точкой зрения йеменских правительственных лидеров, военно и политически противостоящих усилиям хуситов (например, по состоянию на 2017 год, признанный ООН, смещенный президент Йемена Абд-Раббу Мансур Хади, который называл «хуситских повстанцев… „иранскими ополчениями“»). Хуситы, в свою очередь, обвинили правительство Салеха в поддержке со стороны Саудовской Аравии и использовании Аль-Каиды для их подавления. При следующем президенте Хади государства Персидского залива обвинили Иран в финансовой и военной поддержке хуситов, хотя Иран отрицал это, и они сами были сторонниками президента Хади. Несмотря на подтверждающие заявления иранских и йеменских чиновников относительно иранской поддержки в виде инструкторов, оружия и денег, хуситы отрицали получение существенной финансовой или вооруженной поддержки от Ирана.

## Продвижение хуситами иранских интересов в регионе
Некоторые региональные интересы Ирана и геополитические цели достигаются за счет разжигания конфликта и нестабильности в Йемене, особенно вдоль границы с Саудовской Аравией, давним противником Ирана. Размещение хуситов вдоль границы позволяет террористам пересекать границу с Саудовской Аравией и вынуждает саудовских военных сосредоточиться на Йемене, а не на Иране. Субсидируя опосредованную войну в регионе, Иран достигает своей цели по угрозе Саудовской Аравии при относительно низких затратах и минимальном риске, но с большими расходами для саудовских военных. По сути, с этой точки зрения, Иран поддерживает хуситов в борьбе против возглавляемой Саудовской Аравией коалиции государств Персидского залива, целью которой является сохранение контроля над Йеменом. Начиная с апреля 2015 года, хуситы совершали частые нападения на Саудовскую Аравию, включая засады на военные конвои, захват небольших пограничных фортов, захват и разрушение крупных саудовских объектов и частичную оккупацию обезлюдевших городов, а также многочисленные ракетные атаки с использованием баллистических ракет малой, средней и большой дальности. Кроме того, контролируемые хуситами районы служат платформой для иранского разведывательного форпоста и скрытой сети распространения оружия, что будет способствовать достижению иранских целей на Ближнем Востоке и в Африканском Роге.
В обмен на поддержку, получаемую от Ирана, хуситы, как часть «оси сопротивления», стремятся предотвратить западное влияние на Ближний Восток и запугать региональные страны, которые вступают в союз с США. Эксперт по Ирану Мохаммад Аятоллахи Табаар из Foreign Affairs заявляет, что хуситы помогают Ирану, создавая региональную угрозу для Саудовской Аравии и позволяя Ирану уклоняться от санкций в отношении его нефтяной торговли, защищая иранские суда в Красном море.

## Иранская поддержка хуситов
Иран — единственная страна, которая признает правительство хуситов в Сане, и, согласно Совету по международным отношениям (CFR), «Иран является основным благодетелем хуситов», предоставляя им оружие, обучение и военную разведку. Эти отношения стали значительным фактором в повышении военного потенциала группировки. Благодаря этому альянсу хуситы получили доступ к передовому вооружению, включая сложные ракеты и беспилотники, которые в противном случае они не смогли бы произвести самостоятельно. Иранская поддержка сыграла решающую роль в укреплении способности хуситов устанавливать военное господство в Йемене. Однако аналитики предполагают, что стратегическое влияние этой поддержки выходит за рамки йеменского конфликта, влияя на региональную динамику и изменяя баланс сил на Ближнем Востоке в целом. По словам аналитика по странам Залива из Санаанского центра стратегических исследований, «роль Ирана была решающей в обеспечении хуситов контрабандным оружием и опытом для проецирования силы в Красное море и Баб-эль-Мандебский пролив».

### Иранская военная поддержка
Начиная с 2009 года, Иран все активнее участвует в поддержке хуситов, и благодаря иранской помощи хуситы нарастили военную мощь, приобретя крылатые ракеты, баллистические ракеты и БПЛА аналогично другим спонсируемым Ираном ополчениям на Ближнем Востоке, таким как Хезболла и ХАМАС.
В 2013 году иранское судно было захвачено, и на нем были обнаружены реактивные снаряды «Катюша», тепловые ракеты «земля-воздух», РПГ-7, Иранские приборы ночного видения и артиллерийские системы, отслеживающие наземные и морские цели на расстоянии 40 км. Судно направлялось к хуситам.
В начале 2013 года фотографии, опубликованные правительством Йемена, показывают, как Военно-морские силы США и силы безопасности Йемена захватывают партию «либо современных китайских, либо иранских» переносных, самонаводящихся зенитных ракет «в их стандартной упаковке», ракет, «не известных публично как вышедших из-под государственного контроля», что вызывает обеспокоенность по поводу вооружения Ираном повстанцев.
В выпуске программы PBS Newshour от 8 апреля 2015 года Государственный секретарь Джон Керри заявил, что США знали о том, что Иран оказывает военную поддержку хуситам в Йемене, добавив, что Вашингтон «не будет бездействовать, пока регион дестабилизируется».
В апреле 2016 года ВМС США перехватили крупную партию иранского оружия, изъяв тысячи автоматов АК-47, реактивных гранатомётов и 12,7-мм пулемётов. Пентагон описал эту партию как, вероятно, направлявшуюся в Йемен.
В отчете, цитируемом Al-Arabiya, говорится, что в 2016 году Иран предоставил хуситам 90 миллионов долларов помощи в дополнение к оружию и боеприпасам, доставленным 34-м и 44-м рангами иранского флота. Также сообщалось, что 1100 боевиков-хуситов прошли обучение в учебных центрах КСИР, и 250 «проходили обучение в гарнизоне сил „Кудс“ в иранском городе Хамедан», а также что три высших командира из Корпуса стражей исламской революции, полковник Ридаа Бассини, ком. Али аль-Раджаби и генерал-майор Мохаммад Ниязи, были отправлены в Йемен для работы с хуситами.
По состоянию на 2017 год Министерство обороны Ирана направило в Йемен группу по производству боеприпасов, возглавляемую Бахрамом Рахнама, чтобы помочь хуситам в производстве оружия. По словам Майкла Найтса из Вашингтонского института, «Хезболла» также помогает хуситам по приказу иранского режима, а её представители вместе с представителями КСИР служат советниками в военном комитете хуситов, Совете джихада.
В марте 2017 года Касем Сулеймани, глава сил «Кудс» Ирана, встретился с Корпусом стражей исламской революции (КСИР) Ирана, чтобы найти способы, как это было описано, «расширения возможностей» хуситов. Сулеймани процитировали слова: «На этой встрече они договорились увеличить объём помощи посредством обучения, вооружений и финансовой поддержки». Несмотря на то, что и иранское правительство, и хуситы официально отрицали иранскую поддержку группировки. Бригадный генерал Ахмад Асири, представитель возглавляемой Саудовской Аравией коалиции, заявил Reuters, что доказательства иранской поддержки проявились в использовании хуситами ПТРК «Корнет», которые никогда не использовались йеменскими военными или хуситами, и что появление ракет «Корнет» произошло лишь позднее. В том же месяце КСИР изменил маршруты, используемые для транспортировки оборудования хуситам, распространяя грузы на более мелкие суда в территориальных водах Кувейта, чтобы избежать морского патрулирования в Оманском заливе из-за введенных санкций; сообщается, что грузы включали части ракет, пусковые установки и наркотики.
В мае 2018 года Соединенные Штаты ввели санкции против КСИР Ирана, который также был включён в список террористических организаций США за его роль в оказании поддержки хуситам, включая помощь в производстве баллистических ракет, используемых в атаках на города и нефтяные месторождения в Саудовской Аравии.
В августе 2018 года, несмотря на предыдущие отрицания Ираном военной поддержки хуситов, командующий КСИР Насер Шабани был процитирован иранским агентством Fars News как сказавший: «Мы (КСИР) сказали йеменцам [повстанцам-хуситам] атаковать два саудовских нефтяных танкера, и они это сделали», 7 августа 2018 года. В ответ на заявление Шабани КСИР опубликовал заявление, в котором говорилось, что цитата является «западной ложью» и что Шабани был отставным командиром, несмотря на отсутствие реальных сообщений о его выходе на пенсию после 37 лет службы в КСИР, а также на то, что СМИ, связанные с иранским правительством, подтверждали, что он все ещё числится в КСИР. Кроме того, хотя хуситы и иранское правительство ранее отрицали какую-либо военную принадлежность, верховный лидер Ирана Али Хаменеи открыто объявил о своей «духовной» поддержке движения на личной встрече с представителем хуситов Мохаммедом Абдулом Саламом в Тегеране в разгар продолжающихся конфликтов в Адене в 2019 году.
В январе 2024 года США перехватили и захватили иранское судно, перевозившее части беспилотников, боеголовки ракет и противотанковые ракеты хуситам. По данным CFR, военная помощь такого типа обычно доставляется хуситам через иранский КСИР.
В июле 2024 года Соединённые Штаты ввели новые санкции, направленные на связи КСИР с группировкой. «Ансар Аллах» отклонил санкции как жалкие и бессильные.
Также в 2024 году сообщалось, что командиры КСИР и «Хезболлы» активно участвуют на местах в Йемене, наблюдая и руководя атаками хуситов на судоходство в Красном море, согласно сообщению Reuters. Иран также способствует атакам хуситов в Красном море, предоставляя им средства для сбора разведывательной информации о морских торговых судах вдоль международных судоходных путей. Благодаря иранской помощи хуситы способны поддерживать «актуальную морскую разведывательную картину» с помощью иранских радиолокационных судов, таких как MV Saviz и MV Behshad, а также более мелких иранских судов, проводящих визуальные наблюдения, избегая обнаружения.

### Иранская поддержка в атаках в Красном море
В период с ноября 2023 года по декабрь 2024 года хуситы совершили более 100 атак на коммерческие и военные суда в Красном море, фактически превратив узкий пролив Баб-эль-Мандеб в зону ограничения доступа. Сначала хуситы угрожали атаковать любое судно, направляющееся в Израиль или из него, хотя позже эти угрозы стали включать суда, удаленно связанные с Израилем, и, наконец, суда, связанные с США и Великобританией. Фактически, последующие нападения, состоящие из более чем 130 ракетных и беспилотных атак на международные коммерческие и военно-морские суда, были неизбирательными, и многие из атакованных судов вообще не имели отношения к Израилю, США или Великобритании; среди атакованных судов были суда из Китая и России, а также те, которые направлялись в Иран.
По данным CFR, хуситы испытывают иранское вооружение на Саудовской Аравии и в Красном море, обеспечивая Ирану правдоподобное отрицание, поскольку они «берут на себя ответственность за атаки, предположительно заказанные или совершенные Ираном». Атаки хуситов, поддерживаемых Ираном, на цели в Красном море оказали разрушительное воздействие на международное судоходство, поскольку они вынудили суда использовать альтернативные торговые маршруты вокруг Мыса Доброй Надежды в Африке. В результате изменения маршрутов, нарушенные цепочки поставок увеличились как минимум на две недели, объёмы грузов, проходящих через пролив, сократились на две трети, а ущерб мировой экономике в 2024 году оценивается в 200 миллиардов долларов. Согласно CFR, «Тегеран выразил свою безоговорочную поддержку операциям и, как сообщается, помогает хуситам в наведении на суда».

### Комментарии
1. ↑  Хуситы признаны террористической организацией в Израиле, в части Йемена, не находящейся под их контролем, а также в Канаде, Малайзии, ОАЭ, Саудовской Аравии и США.
2. ↑  «Хезболла» признана террористической организацией в Австралии, Австрии, Аргентине, Великобритании, Гватемале, Германии, Гондурасе, Израиле, Канаде, Колумбии, Литве, Нидерландах, Парагвае, Сербии, Словении, США, Чехии, Швейцарии, Эстонии. Военное крыло «Хезболлы» также признано террористической организацией в Европейском союзе, Новой Зеландии, Республике Косово и Франции.
3. ↑  ХАМАС признан террористической организацией Европейским союзом, Организацией американских государств и властями Аргентины, Австралии, Великобритании, Израиля, Канады, Новой Зеландии, Парагвая, США и Японии. Его деятельность также запрещена в Иордании и Египте.